# Tamiops maritimus
La ardilla listada marítima, también conocida como ardilla rayada marítima (Tamiops maritimus) es una especie de roedor de la familia Sciuridae.

## Distribución geográfica
Se encuentran en el sudeste de China, Laos, Taiwán y Vietnam, a 3000 m de altura sobre el mar.

## Comportamiento y Ecología
Esta especie es diurna, altamente arbórea y se alimenta de frutas, semillas, insectos; Además su dieta incluye néctar de jengibre ( Alpinia kwangsiensis ). Sus depredadores incluyen la marta de garganta amarilla, la comadreja siberiana, entre otros.